# Кіренія (район)
Кіренія є одним з шести районів Кіпру. Його адміністративним центром є місто Кіренія. Це єдиний район, який повністю окупований турецькою армією в 1974, і знаходиться під контролем Турецької Республіки Північного Кіпру, котра є міжнародно невизнаною державою. 